# Хеймиш Линклетър
Хеймиш Линклетър (на английски: Hamish Linklater; роден на 7 юли 1976 г.) е американски актьор. Познат е с ролите си на Матю Кимбъл в „Новите приключения на старата Кристин“, Андрю Кийнели в „Откачалки“ и Кларк Дебюси в „Легион“.

## Частична филмография

### Филми
- „Фантастичната четворка“ (2005) – Ленард
- „Бойни кораби“ (2012) – Кал Запата
- „Номер 42-ри“ (2014) – Ралф Бранка
- „Големият залог“ (2015) – Портър Колинс

### Телевизия
- „Топ ченгета“ (2003) – Кевин Граймс
- „Новите приключения на старата Кристин“ (2006 – 2010) – Матю Кимбъл
- „С аромат на маргаритки“ (2007) – Джон Джоузеф Джейкъбс
- „Грозната Бети“ (2009) – Евън Йорк
- „Парченца живот“ (2012) – Дейв Купър
- „Закон и ред: Специални разследвания“ (2012) – Дейвид Морис
- „Добрата съпруга“ (2012 – 2013) – Дейвид Лагуардия
- „Откачалки“ (2013 – 2014) – Андрю Кийнели
- „Легион“ (2017 – 2019) – Кларк Дебюси
- „Батман: Маскираният кръстоносец“ (2024, глас) – Брус Уейн / Батман